# Viburnum anabaptista
Viburnum anabaptista är en desmeknoppsväxtart som beskrevs av Graebner. Viburnum anabaptista ingår i släktet olvonsläktet, och familjen desmeknoppsväxter. Inga underarter finns listade i Catalogue of Life.